# Ivica Marić
Ivica Marić, detto Ivo (Zenica, 16 aprile 1967), è un ex cestista e allenatore di pallacanestro croato, fino al 1991 jugoslavo.

## Palmarès
- Campionato croato: 2

Cibona Zagabria: 1992-93, 1993-94